# Општина Храстник
Општина Храстник (словен. Hrastnik) је једна од општина Засавске регије у држави Словенији. Седиште општине је истоимени град Храстник.

## Природне одлике
Рељеф: Општина Храстник налази се у средишњем делу Словеније, у области Засавље. Јужни део општине је у уској долини реке Саве, а северни на падинама Посавског Хрибовја.
Клима: У општини влада умерено континентална клима.
Воде: Најважнији водоток у општини је река Сава на југу општине. Сви остали водотоци су мали и њене притоке.

## Становништво
Општина Храстник је густо насељена.

## Насеља општине
| - Бобен - Брдце - Брница - Горе - Дол при Храстнику - Кал - Ковк | - Криштандол - Крнице - Марно - Плеско - Подкрај - Прапретно при Храстнику | - Студенце - Турје - Унично - Храстник - Чече - Шавна Печ |  |